# Fox (rivière d'Illinois)
Pour les articles homonymes, voir Fox.
La Fox est un affluent de l'Illinois qui coule dans les États américains du Wisconsin et de l'Illinois, sur 325 km, dont 185 en Illinois.

## Hydronymes homonymes
Il existe deux autres "rivières Fox" dans le sud de l'Illinois : la Fox (affluent du Little Wabash) et une plus petite "rivière Fox" qui se jette également dans la Wabash près de New Harmony (Indiana).

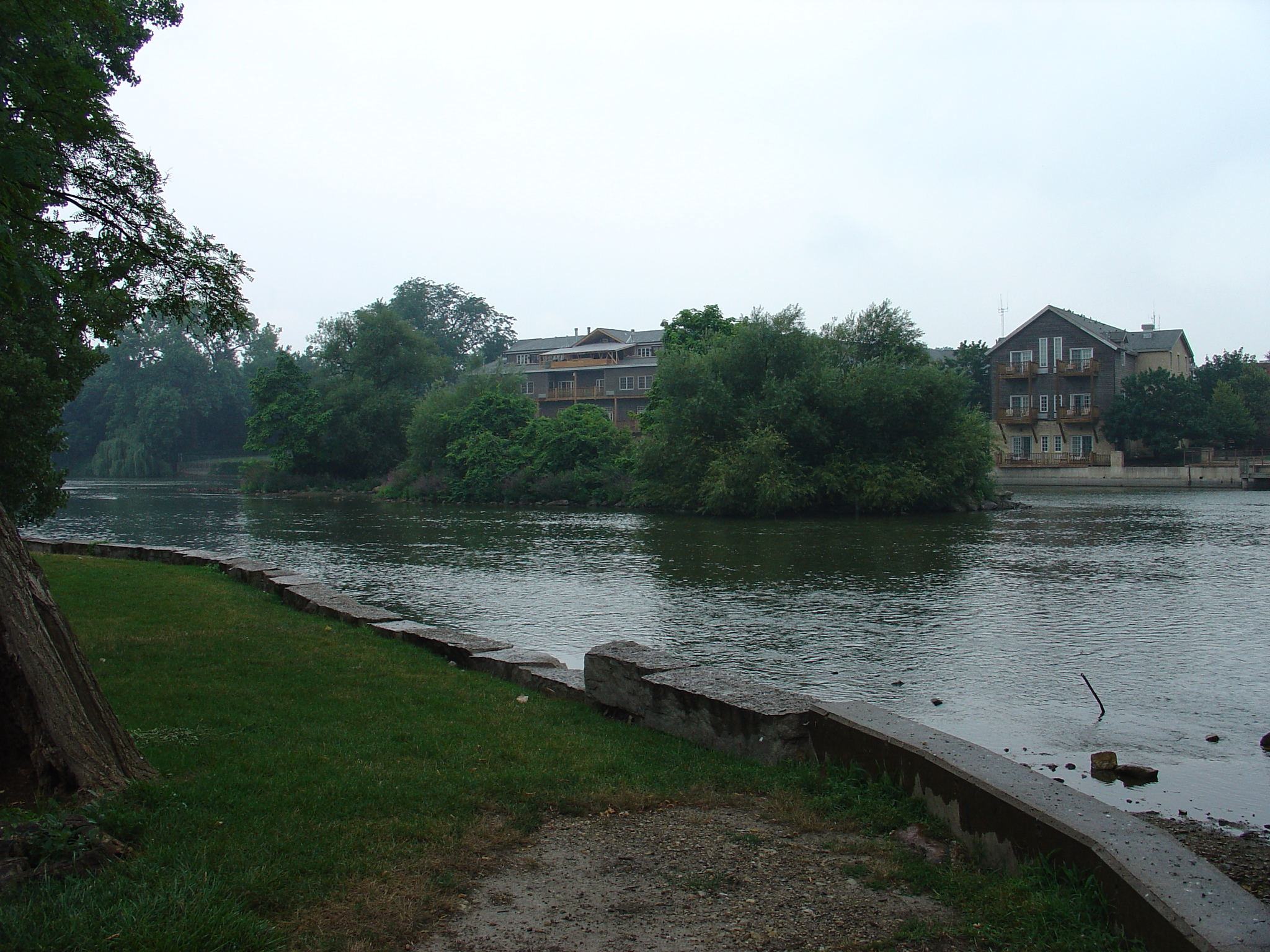
La Fox à Geneva.